# Dopady evropské migrační krize ve Švédsku
Švédsko je v průběhu takzvané evropské migrační krize druhou nejčastější cílovou zemí imigrantů v celé Evropské unii. Zdejší migrační politika způsobila v zemi velké problémy, zvýšila se kriminalita a zároveň začaly vznikat tzv. no-go přistěhovalecké čtvrti. Švédská policie začala čtvrti s velkou kriminalitou nazývat Utsatt område.

## Vývoj migrační krize

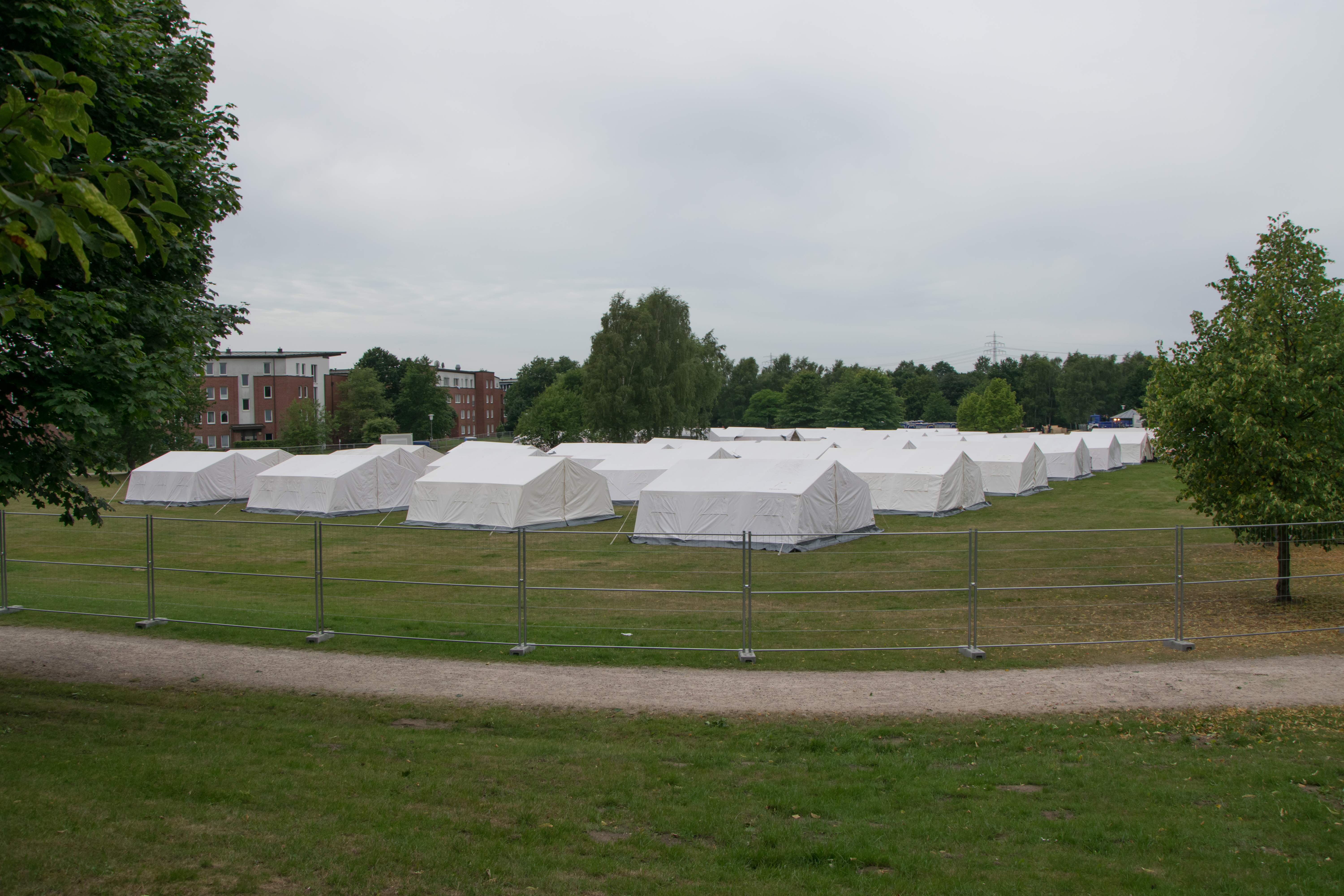
Stany pro dočasné ubytování žadatelů o azyl

Švédsko bylo v roce 2014 imigranty druhou nejvyhledávanější zemí v Evropě hned po Německu. Také v roce 2015 se Švédsko stalo po Německu druhou nejčastější cílovou zemí imigrantů z Blízkého, Středního východu a Afriky. Výrazný nárůst žadatelů o azyl byl patrný zejména ve druhé polovině roku 2015; za celý rok 2015 pak bylo ve Švédsku podáno téměř 160 000 žádostí o azyl. Migranti se do země nejčastěji dostávali ze sousedního Dánska.

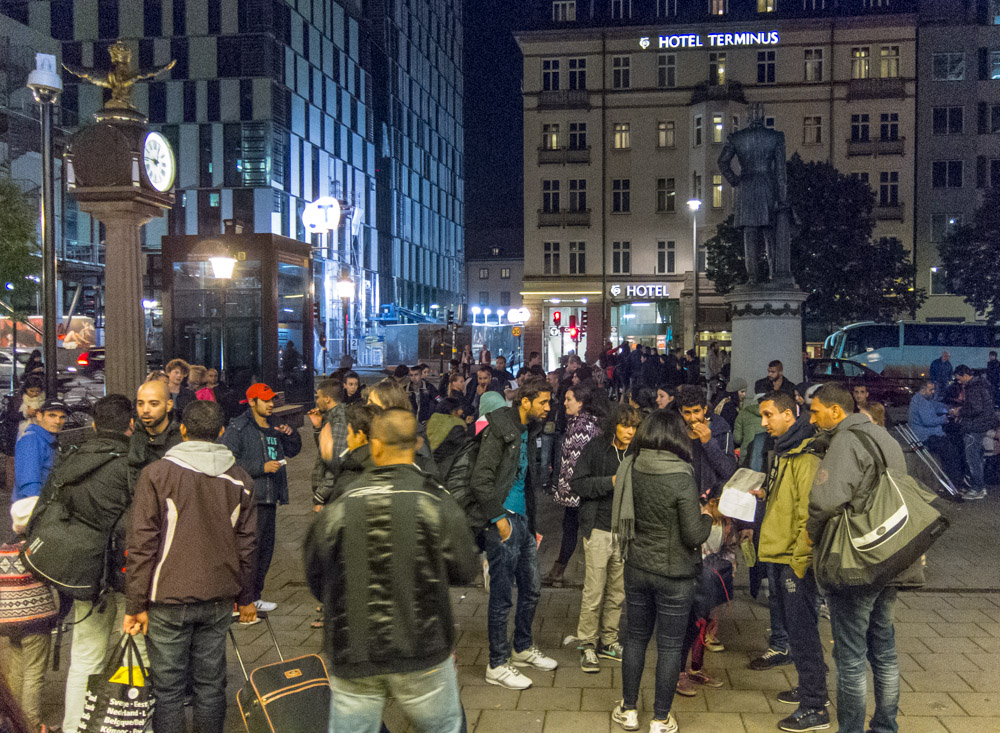
Uprchlíci kteří přijeli ze Sýrie u nádraží ve městě Malmö, 2015

Zejména v první polovině roku 2015 Švédové migranty otevřeně vítali, ale s rostoucím počtem nových imigrantů přicházejících do země nadšení opadávalo. Nově příchozí žadatelé o azyl ve Švédsku mají na svědomí již několik vražd, zahrnující např. dvojnásobnou vraždu v obchodním domě IKEA v srpnu 2015, umučení homosexuálního Švéda dvojicí muslimských uprchlíků v prosinci 2015 poté, co je ubytoval u sebe doma, nebo vražda sociální pracovnice v azylovém centru mladistvým migrantem v lednu 2016, která vyvolala silné pobouření v médiích i na švédské politické scéně. Obětí byla dvaadvacetiletá Alexandra Mezherová, kterou dne 25. ledna 2016 ubodal zřejmě patnáctiletý imigrant k smrti v centru pro mladistvé žadatele o azyl bez rodičů; centrum se nachází ve městě Molndal poblíž Göteborgu, zavražděná byla jeho zaměstnankyní a o žadatele pečovala. Slečna Mezherová byla libanonská křesťanka, jejíž rodina se do Švédska přestěhovala z Bejrútu v roce 1989.
V polovině listopadu 2015 Švédsko zavedlo hraniční kontroly na dálničním mostě Öresundbron, spojující tuto zemi s Dánskem. Obdobné kontroly byly uplatňovány i v přístavech, kam připlouvají trajekty z Dánska a Německa. Ačkoli měly být zavedeny na dobu jen deseti dnů, byly pak prodlouženy na neurčito. Švédští političtí představitelé koncem roku 2015 také oznámili, že země již nemá dostatek kapacit na velký počet příchozích žadatelů o azyl. V lednu 2016 vznesla švédská policie požadavek na 4100 nových policistů a civilních zaměstnanců, aby mohla čelit rostoucím požadavkům na bezpečnost v azylových centrech, k zajištění deportací ekonomických migrantů a na ochranu země před terorismem. Kromě vražd se ve Švédsku rozmáhá i další typy násilí ze strany imigrantů, kteří v některých oblastech utvořili organizované gangy, soustředící se na loupeže i znásilňování žen. Množí se také útoky radikálů na mešity a azylová centra po celém Švédsku, např. dne 5. března 2016 napadli maskovaní útočníci azylové centrum ve městě Timraa, kde kameny vytloukli okna budovy. Švédská vláda v říjnu roku 2015 odhadla počet imigrantů nově příchozích v roce 2016 na 170 tisíc osob.

## Politické dopady
Vysoký počet imigrantů měl za následek růst obliby radikálních a protiimigrantských politických stran. V reakci na tento stav uzavřela vláda v prosinci roku 2014 tzv. opoziční smlouvu, která jí zajistí, že nebudou muset být vypsány předčasné volby kvůli neschválenému státnímu rozpočtu. Platnost smlouvy byla stanovena do roku 2022. Dne 4. listopadu 2015 obvinil švédský premiér Stefan Löfven země východní části EU, které zastávají v migrační krizi rezervovaný postoj, z údajné sobeckosti. Po vraždě Alexandry Mezherové mladistvým imigrantem policie varovala před rostoucím množstvím podobných případů a švédský premiér Stefan Löfven mluvil o "velkých obavách" mezi lidmi v zemi. Tobias Hellstrom, mluvčí Švédských demokratů řekl: "Varovali jsme před tím a nyní se to stalo. Nesmíte nechat samotnou dvaadvacetiletou dívku, aby se starala o tyto 'mladé', kteří často vypadají být mnohem starší, než o sobě prohlašují."
Švédská policie začala čtvrti s velkou kriminalitou nazývat Utsatt område. Jejich počet byl v roce 2015 celkem 43, v roce 2016 se zvýšil na 61.